# Hilarimorphidae
Hilarimorphidae – rodzina muchówek z podrzędu krótkoczułkich i nadrodziny Asiloidea.

## Taksonomia
Takson ten wprowadzony został w 1937 roku przez Friedricha G. Hendla i Maxa Beiera. Pozycja filogenetyczna Hilarimorphidae jest niepewna. Według pracy Wiegmanna i innych z 2011 roku rodzina ta stanowi grupę siostrzaną dla Acroceridae. Zaliczany tu dawniej rodzaj Apystomyia przeniesiono w 1994 do rodziny Apystomyiidae, w której w 2011 umieszczono również zaliczony początkowo do Hilarimorphidae rodzaj Hilarimorphites. Po tych zmianach rodzina obejmuje tylko dwa rodzaje: znany wyłącznie z wczesnej kredy Cretahilarimorpha oraz współczesny Hilarimorpha. Pierwszy jest monotypowy, drugi zaś obejmuje ponad 30 opisanych gatunków.

## Opis

Schemat użyłkowania skrzydła rodzaju Hilarimorpha

Muchówki o przysadzistym ciele długości od 1,8 do 7,2 mm, ubarwionym ciemno ze skrzydłami przezroczystymi do jasnobrązowych. Głowę mają w zarysie prawie owalną, o wklęśniętej potylicy. Oczy są na wewnętrznej krawędzi szeroko wykrojone przy nasadach czułków i poniżej nich. Samce Hilarimorpha są holoptyczne, a samice tego rodzaju i samce rodzaju Cretahilarimorpha dychoptyczne. Biczyk czułków w przypadku Hilarimorpha jest dwuczłonowy, a u Cretahilarimorpha siedmioczłonowy. Głaszczki są dwuczłonowe, u Hilarimorpha krótkie, zaś u Cretahilarimorpha silnie wydłużone. 
Tułów ma małe płaty postpronotum i krótką, prawie trójkątną tarczkę. Otokowa żyłka kostalna jest szersza wzdłuż przedniego brzegu skrzydła. Żyłka subkostalna jest prosta, u Hilarimorpha sięgająca żyłki kostalnej za, a u Cretahilarimorpha za żyłką poprzeczną radialno-medialną. Sektor radialny ma trzy odgałęzienia. Żyłka radialna R4+5 rozdwaja się na żyłkę R4 i zakończoną na wierzchołku lub w pobliżu wierzchołka skrzydła żyłkę R5. U Hilarimorpha komórka bazymedialna jest dłuższa od bazyradialnej, natomiast u Cretahilarimorpha są zbliżonej długości. Żyłka medialna M3 oraz żyłka poprzeczna dm-cu, a co za tym idzie komórka dyskomedialna nie występują. Odnóża są wydłużone, o krótkich biodrach, wrzecionowaty udach oraz liniowatych goleniach i stopach. Tylne uda mają na przedniej powierzchni charakterystyczny czopek. Stopy cechują się silnie zredukowanym lub całkiem zanikłym empodium. 
Narządy rozrodcze samców mają duże, brzusznie zespolone gonokoksyty z wcięciem pośrodku wierzchołkowego brzegu. U Hilarimorpha smukły edeagus otoczony jest osłonką, utworzoną przez zlane paramery. 

## Występowanie i biologia
Rodzina ta zasiedla północną strefę umiarkowaną. 30 gatunków znanych jest z Ameryki Północnej, 1 z Japonii i 2 z Europy Środkowej. W Polsce stwierdzono tylko Hilarimorpha tristis.
Stadia rozwojowe i bionomia tych muchówek pozostają nieznane. Postacie dorosłe w Ameryce Północnej poławiane były na Cryptotaenia canadensis i wierzbach rosnących na brzegu strumienia o żwirowatym dnie.